# Deutsche Poolbillard-Meisterschaft 1987 (Damen)
Die Deutsche Poolbillard-Meisterschaft 1987 war die siebte Austragung zur Ermittlung der nationalen Meistertitel der Damen in der Billardvariante Poolbillard. Sie wurde in Kempen ausgetragen.
Es wurden die Deutschen Meisterinnen in den Disziplinen 14/1 endlos, 8-Ball, 9-Ball und 8-Ball-Pokal ermittelt.

## Medaillengewinner
| Disziplin    | Gold                              | Silber                             | Bronze                            | 4. Platz                             |
| ------------ | --------------------------------- | ---------------------------------- | --------------------------------- | ------------------------------------ |
| 14/1 endlos  | Sylvia Buschhüter (PBC Lürrip)    | Klara Lensing (PBC Kelze Ente)     | Franziska Stark (1. Kölner PBSC)  | Angelika Braniecki (PBC Moers)       |
| 8-Ball       | Birgit Hermanns (PBC Lürrip)      | Franziska Stark (1. Kölner PBSC)   | Christiane Fischer (PBC Iserlohn) | Elisabeth Oetheimer (TV Schweinheim) |
| 9-Ball       | Brigitte Ganze (PBC Linde Berlin) | Irene Fehr (PBC Primus Eschweiler) | Karen Scheffler (PBC Berlin)      | Klara Lensing (PBC Kelze Ente)       |
| 8-Ball-Pokal | Franziska Stark (1. Kölner PBSC)  | Brigitte Ganze (PBC Linde Berlin)  | Tanja Pelkonen (PBC Sonthofen)    | Claudia Martens (PBC Kempen)         |